# Brett Anderson
Pour les articles homonymes, voir Brett Anderson (homonymie) et Anderson.
Ne doit pas être confondu avec Brent Anderson.
Brett Lewis Anderson (29 septembre 1967) est un chanteur et musicien anglais. Il est principalement connu pour être le chanteur du groupe Suede. Depuis la séparation de Suede, il a formé le groupe the Tears et a sorti quatre albums solo. En 2010, le groupe Suede se reforme.

## Jeunesse
Brett Anderson est né à Haywards Heath, une petite ville entre Brighton et Londres dans le West Sussex. Enfant, il adore jouer au football et rêve même de devenir joueur professionnel. 
Il perd sa mère alors qu'il est encore jeune. Il se rapproche de sa sœur qui lui fera découvrir  David Bowie, une des influences majeures de la musique de Suede. 
À l'adolescence, il joue de la guitare dans des petits groupes comme The Pigs et Geoff avec Matt Osman, qui deviendra le bassiste de Suede.
Partis étudier à Londres, au milieu des années 80, Anderson et Osman forment Suede avec Justine Frischmann, la petite amie d'Anderson. 
Anderson et Frischmann n'étant pas de grands guitaristes, le groupe décide de passer une petite annonce dans le New Musical Express : Bernard Butler répond à cette annonce, et, malgré sa grande timidité, sera choisi en raison de sa virtuosité.

## Suede
Alors que le groupe commence à se faire connaître (il est élu "meilleur nouveau groupe" par le Melody Maker et ce avant même la sortie de leur premier disque), Anderson se fait remarquer grâce à ses poses lascives et équivoques évoquant Morrissey. Le nom du groupe, Suede, fait d'ailleurs référence à la chanson Suedehead de Morrissey. Le chanteur alimente la presse de déclarations provocantes telles que « Je suis un bisexuel n'ayant jamais eu d'expérience homosexuelle. » Lors d'une première tournée aux États-Unis, il découvre les drogues dures, notamment le crack et l'héroïne. Son addiction semble, dans un premier temps stimuler sa créativité. 
Après le départ de Bernard Butler, il engage Richard Oakes, un jeune guitariste de 17 ans, et peut ainsi exercer pleinement sa domination sur le groupe.
Les albums de Suede (Dog Man Star, Coming Up, Head Music) sont numéro 1 des charts anglais. Cependant, en pleine vague britpop, Brett Anderson ne peut s'empêcher de se sentir le grand perdant d'un mouvement qu'il a largement contribué à lancer. Le succès immense de Pulp, Blur ou Oasis (les « électriciens chantants » selon Anderson) ne font que plonger plus profondément dans la drogue un artiste qui semble se complaire dans l'auto-destruction.
Le faible succès commercial de A New Morning, album présenté comme celui de la renaissance et de la sobriété retrouvée, entraîne la fin du groupe. Anderson souhaite alors renouer avec le succès en mettant fin à ses addictions. Il déclare : « Toute l'histoire de Suede était ridicule ; c'était comme si Machiavel réécrivait Las Vegas Parano. »
Le sixième album de Suede intitulé Bloodsports est sorti le 18 mars 2013, suivi en 2016 par l'album Night Thoughts

## The Tears et carrière solo

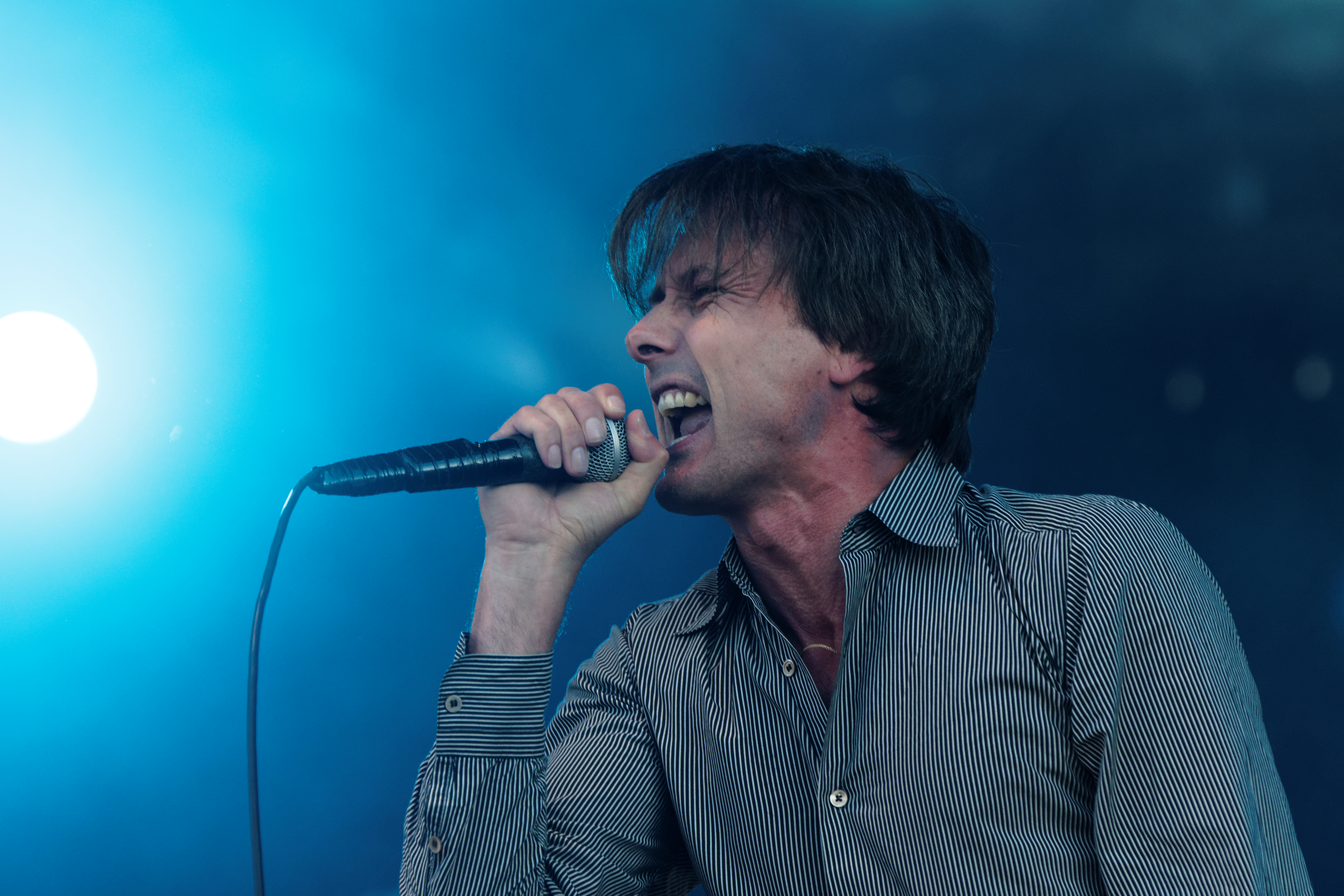
Brett Anderson avec Suede en concert lors du Festival des Vieilles Charrues 2016.

Après quelques collaborations avec les artistes Stina Nordenstam ou Jane Birkin et une reprise de Perfect Day de Lou Reed en faveur de l'association Children in Need, Brett Anderson renoue, à la surprise générale, avec son ancien compère Bernard Butler en 2004. Ils fondent alors le groupe The Tears et enregistrent l'album Here Come The Tears qui parait en 2005. Malgré un bon accueil de la critique et du public, la réunion ne se poursuit pas. 
Anderson sort son premier album solo, sobrement intitulé Brett Anderson (« Brett Anderson, c'est comme cela que je m'appelle, non ? »). L'album est mélancolique, loin du glam étincelant de Suede. Anderson vient de perdre son père, il se sent seul et l'exprime : le premier morceau s'intitule Love Is Dead.
Désormais guéri de sa soif de succès, Anderson se livre davantage dans ses textes et donne des concerts intimistes, parfois acoustiques, seulement accompagné d'une violoncelliste (comme le superbe Live at the Union Chapel).
En mai 2008, il annonce la sortie d'un second album intitulé Wilderness, prévue le 7 juillet 2008. À cette date, il donne un concert au Mermaid Théâtre de Londres. Les détenteurs d'une place pour ce concert se voient remettre le nouvel album sous la forme d'une clé usb. Cet album intime et introspectif est enregistré et mixé en une semaine. Anderson joue du piano et de la guitare et il est accompagné par Amy Langley au violoncelle. « Wilderness est simple, personnel, cru et romantique » juge-t-il, avant d'ajouter : « C'est l'un des enregistrements les plus satisfaisants auxquels j'ai participé. » L'une des chansons, Back to You, composée avec Fred Ball (du groupe norvégien Pleasure) est un duo avec la comédienne et chanteuse Emmanuelle Seigner.
Brett Anderson assure pour la promotion de Wilderness une série de concerts au piano ou à la guitare, accompagné uniquement d'Amy Langley au violoncelle. Sur scène, l'artiste interprète ses dernières compositions en solo et reprend en version acoustique des chansons de Suede, notamment des rares faces B comme The Living Dead ou encore My Insatiable One.
Le 2 novembre 2009, il sort son troisième album solo, Slow Attack, composé et enregistré avec le musicien Leo Abrahams.
Son quatrième album, Black Rainbows, est sorti le 26 septembre 2011.

## Vie privée
Il a eu une relation avec Justine Frischmann au début des années 1990. 
Il est marié et a deux enfants.

## Discographie Solo

### Albums Studio
- Brett Anderson (26 mars 2007) Label: Drowned in Sound
- Wilderness (1er septembre 2008) Label: B A Songs
- Slow Attack (2 novembre 2009) Label: B A Songs
- Black Rainbows (26 septembre 2011) Label: B A Songs / EMI Music Services

### Compilations
- Collected Solo Work (17 mars 2017) (Réédition des 4 albums agrémentés de 23 titres bonus + un album live 2010/2011 enregistré à Londres et Berlin)

### Albums Live
- Brett Anderson Live in London (9 mai 2007)
- Live at Union Chapel (19 juillet 2007)
- Brett Anderson Live at Queen Elizabeth Hall (20 octobre 2007)

### Singles et EPs
- Love Is Dead (19 mars 2007)
- Back to You EP (9 juillet 2007)
- A Different Place (21 juillet 2008)
- The Hunted (22 novembre 2009)
- Brittle Heart (15 août 2011)